# Décès en 913
Décès
- 909
- 910
- 911
- 912
- 913
- 914
- 915
- 916
- 917

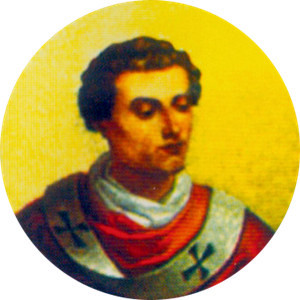
Anastase III mort en 913.

Cette page dresse une liste de personnalités mortes au cours de l'année 913 :
- 15 mai : Hatton Ier, archevêque de Mayence.
- juin : Anastase III, pape.
- 6 juin : Alexandre, coempereur byzantin.
- juillet: Constantin Doukas, général byzantin.
- avant le 25 novembre : Nunilo Jimena (es) : reine des Asturies.

- Abu-Saïd Janabi, fondateur de l'État qarmati à Bahreïn et Ahsa
- Gourmaëlon de Bretagne, comte de Cornouaille et prince de Bretagne.
- Eadwulf II, souverain de Northumbrie.
- Rostang, archevêque d'Arles.

## Crédit d'auteurs
- Cet article est partiellement ou en totalité issu de l'article intitulé « 913 » (voir la liste des auteurs).